# Neschwil

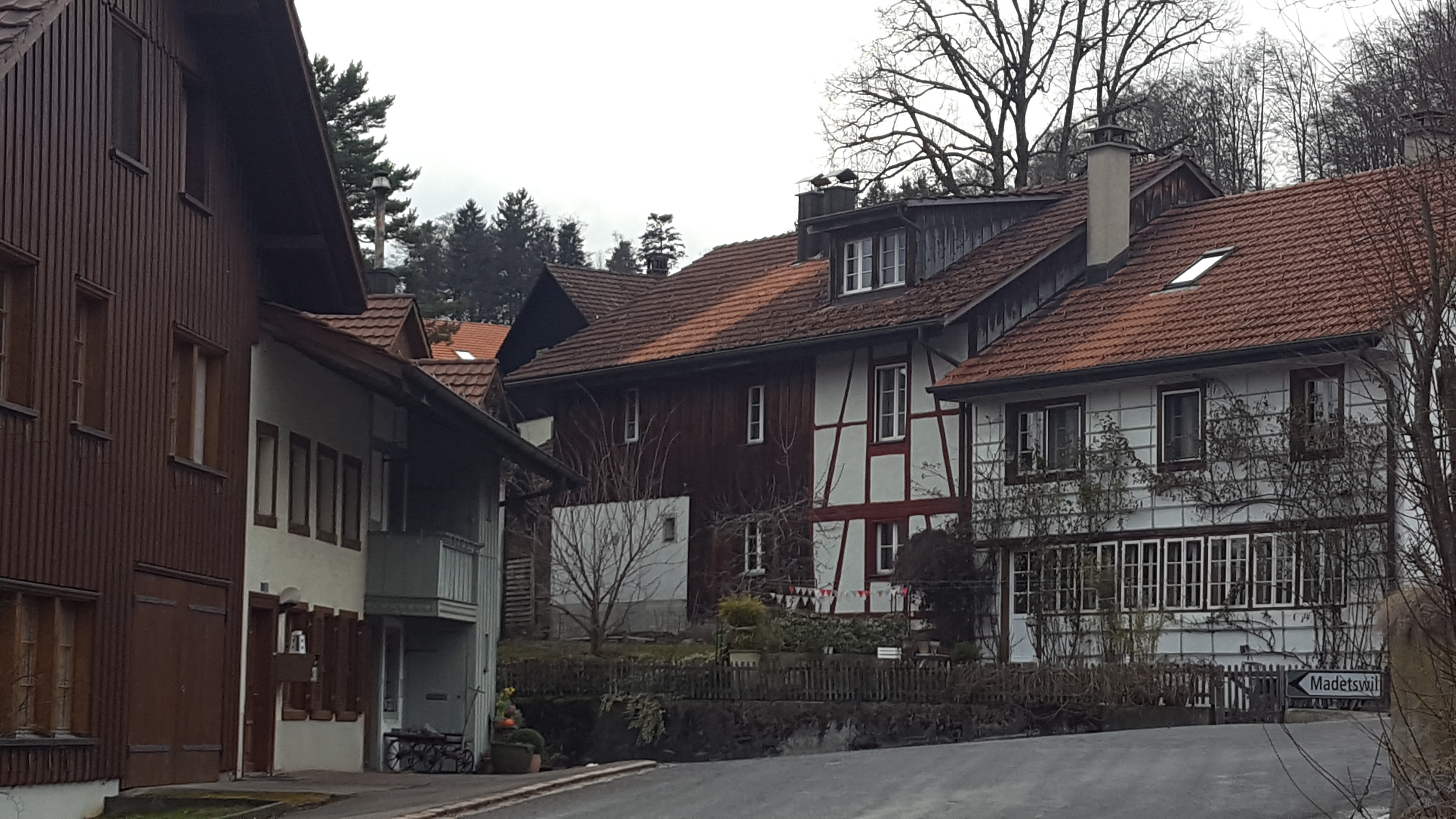
Häusergruppe in Neschwil

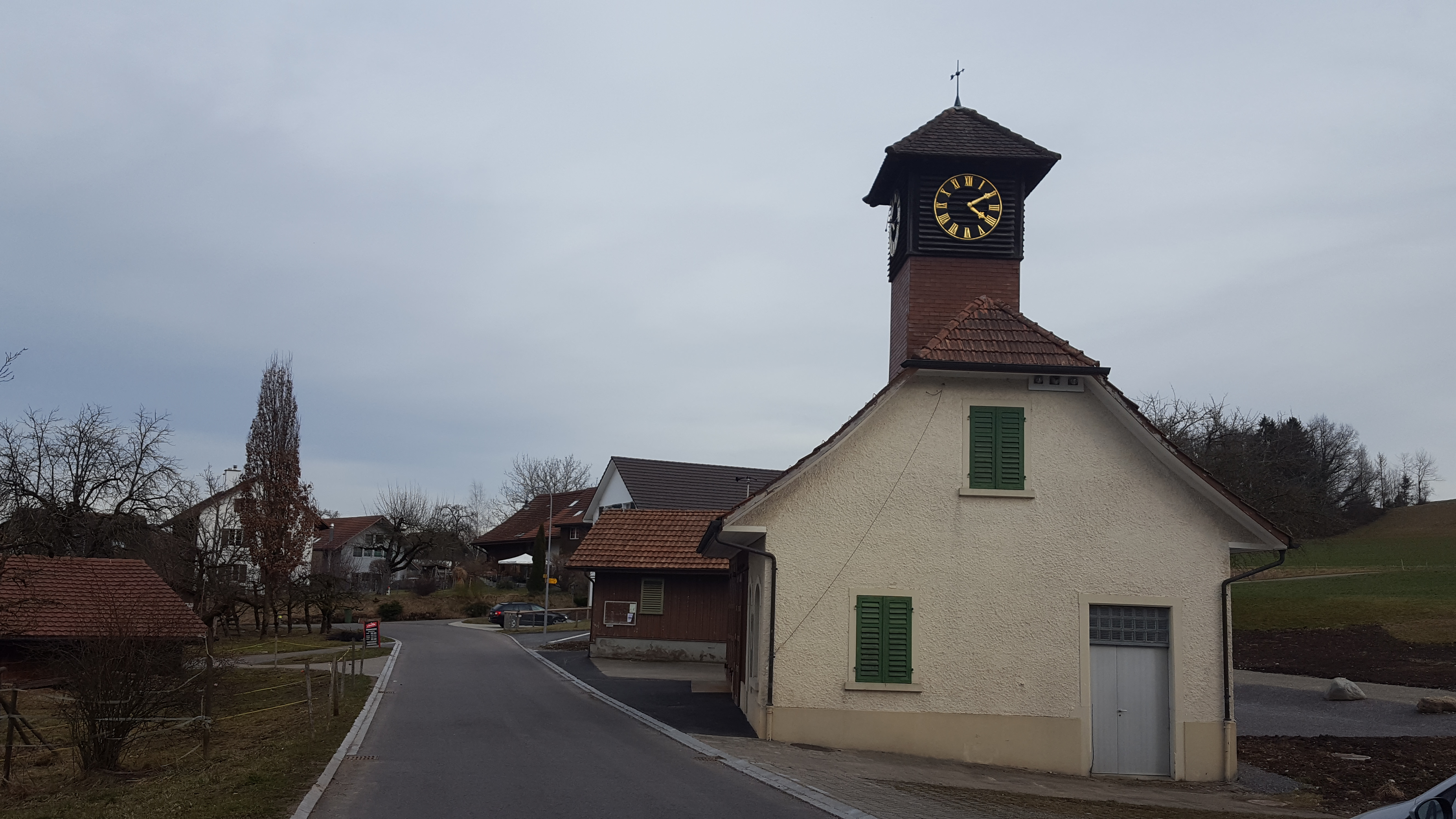
In Neschwil

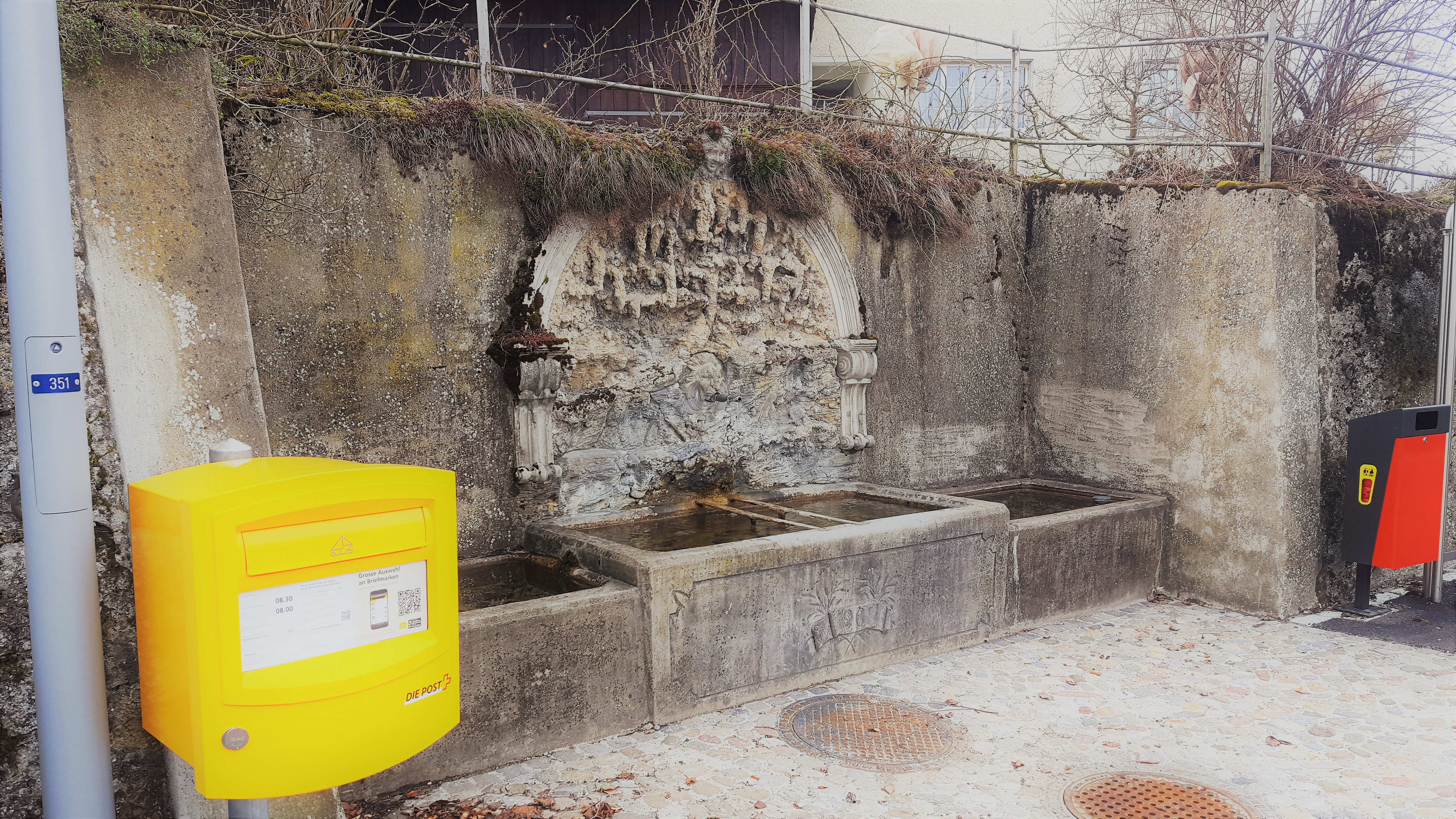
Postplatz in Neschwil

Neschwil ist ein Dorf und frühere Zivilgemeinde der politischen Gemeinde Weisslingen im Kanton Zürich, Schweiz. Heute gehört sie zu den vier Weilern der Gemeinde Weisslingen.
In der Ortschaft wohnen rund 220 Personen. Eine heilpädagogische, private Tagesschule befindet sich in Neschwil. Das Handwerk und Gewerbe besteht unter anderem aus Landwirtschaft, Forstwirtschaft, Zimmerei, Schreinerei, Malergeschäft, einem Hufschmied und Schlosser, einem grafischen Atelier und einer Gebärdensprache-Dolmetscherin. In Neschwil befindet sich eine Zucht von Achaltekinerpferden. Neschwil hat auch eine freiwillige Frauenfeuerwehr. Ebenfalls befindet sich ein Restaurant (Freihof) im Weiler.

## Sehenswürdigkeiten

### Gubel und Giessen
Tobelbach-Giessen
Oberer-, 9 m Fallhöhe, Koord. 703099/253121
Unterer-, 4,5 m, Koord.703065/252170